# يان هنريك كايزر
يان هنريك كايزر (بالنرويجية البوكمول: Jan Henrik Kayser)‏ هو عازف بيانو نرويجي، ولد في 20 فبراير 1933 في برغن في النرويج، وتوفي في 24 أبريل 2016.

## وصلات خارجية
- يان هنريك كايزر على موقع ميوزك برينز (الإنجليزية)